# Pokolba tartó vonat
A Pokolba tartó vonat (később A vonat vagy Vonat címmel) a P. Mobil együttes dala, zenéjét Bencsik Sándor és Cserháti István szerezte, szövegét Schuster Lóránt írta. A dalt előbb Vikidál Gyula, majd Tunyogi Péter énekelte.
Első változata 1977-ben készült. 1978 októberében Schuster újraírta a szöveget. A dal először 1984-ben jelent meg hanghordozón, a Honfoglalás albumon.
[…] egy elvileg teljesen alkalmatlan helyen, a […] papírgyári klubban vettük fel a Honfoglalás zenei alapjait. Kőpadlós, jórészt üvegfalú próbatermünk, amely egykori gyári ebédlő volt […] egy különös véletlen, éppen a Vonat zenei alapját vettük fel, amikor az ablakok alatt a gyári iparvágányon tolatni kezdett egy igazi vonat, legalábbis egy mozdony és néhány tehervagon, még fütyült is.
1978-ban Hellbound train címmel elkészült a dal angol nyelvű változata.
A dalt Donászy Tibor vonatzakatolást imitáló hosszabb dobszólója zárja. A dobszólóval együtt a Vonat a P. Mobil leghosszabb, kilencperces dala.

## Megjelenései
Az 1977-es változatról demófelvétel készült, nem adták ki. Az 1978-as átirat 1984-ben, 1995-ben, 1998-ban, majd 2002-ben, 2003-ban, 2009-ben és 2010-ben, az angol változat 2003-ban jelent meg:
- Honfoglalás (1984-ben és 2003-ban kiadott, 1984-es stúdiófelvétel, Tunyogi énekével, Pokolba tartó vonat címmel, 9:00 perc)
- The rest of P. Mobil (1995-ben és 2002-ben kiadott, 1994-es koncertfelvétel, Tunyogi énekével, Vonat címmel)
- Az „első” nagylemez (1998-ban és 2009-ben kiadott, 1978-as koncertfelvétel, Vikidál énekével, a dobszóló nélkül, A vonat címmel, 6:45)
- Mobilizmo (2003-ban kiadott, 1978–79-es demófelvétel, Hellbound train címmel, Vikidál énekével, a dobszóló nélkül, 6:48)
- Dalok a mennyből (2010-es válogatáslemez, az 1984-es stúdiófelvétel a Honfoglalás albumról)